# Molecular Pharmaceutics
Le Molecular Pharmaceutics (abrégé en Mol. Pharm.) est une revue scientifique à comité de lecture qui publie des articles de recherche dans le domaine de la pharmacologie.
D'après le Journal Citation Reports, le facteur d'impact de ce journal était de 4,384 en 2014. L'actuel directeur de publication est Gordon L. Amidon (Université du Michigan, États-Unis).